# 7616 Sadako
7616 Sadako è un asteroide della fascia principale. Scoperto nel 1996, presenta un'orbita caratterizzata da un semiasse maggiore pari a 3,0003810 UA e da un'eccentricità di 0,1092897, inclinata di 9,38643° rispetto all'eclittica.